# ECS (satélite)
ECS (European Communication Satellite) foi uma série de cinco satélites de comunicações projetados, construídos e lançados pela Agência Espacial Europeia (ESA). Os satélites implantados com sucesso foram assumidos pela Eutelsat. Naquela época, o nome de cada satélite foi mudado para Eutelsat I F1, F2, F4 e F5.
Dos cinco satélites ECS, quatro foram lançados com sucesso (1983, 1984, 1987 e 1988) e transferidos para a Eutelsat. O ECS-3 foi perdido em um foguete Ariane 3 num acidente de lançamento em 1985.

## Satélites
| Satélite | Fabricante        | Data do lançamento     | Veículo de lançamento | Estado    | Nota                                                                      |
| -------- | ----------------- | ---------------------- | --------------------- | --------- | ------------------------------------------------------------------------- |
| ECS-1    | British Aerospace | 16 de junho de 1983    | Ariane 1              | Inativo   | O satélite foi transferido para a Eutelsat e renomeado para Eutelsat I F1 |
| ECS-2    | British Aerospace | 04 de agosto de 1984   | Ariane 3              | Inativo   | O satélite foi transferido para a Eutelsat e renomeado para Eutelsat I F2 |
| ECS-3    | British Aerospace | 12 de setembro de 1985 | Ariane 3              | Fracassou | O satélite foi perdido após uma falha no lançamento                       |
| ECS-4    | British Aerospace | 16 de setembro de 1987 | Ariane 3              | Inativo   | O satélite foi transferido para a Eutelsat e renomeado para Eutelsat I F4 |
| ECS-5    | British Aerospace | 21 de julho de 1988    | Ariane 3              | Inativo   | O satélite foi transferido para a Eutelsat e renomeado para Eutelsat I F5 |